# Турецкий религиозный фонд
Турецкий религиозный фонд (Türkiye Diyanet Vakfı или сокращенно TDV) — мусульманская благотворительная организация, действующая в Турции. Фонд базируется в Анкаре. Фонд возглавляет глава Управления по делам религий (Диянет).

## История
Турецкий религиозный фонд был основан 13 марта 1975 года главой Управления по делам религий Турции доктором Лютфи Доганом и его помощниками, доктором Тайяром Алтыкулачем, Якупом Устюном и специалистом по кадровым вопросам Ахмет Узуноглу, которые поставили цель помочь Управлению по делам религий и воспитать поколение, которое будет заниматься религиозным служением.
Фонд был основан как некоммерческая неправительственная организация. Он освобожден от налогов решением Совета министров от 20 декабря 1977 года опубликованным в Официальной газете ТР от 13 января 1978 года. Согласно 6-й статье Закона № 2860 о сборе помощи, фонд был отнесён к числу организаций, собирающих помощь без разрешения.

## Деятельность
У фонда 1003 филиала в Турции и представительства в 149 странах мира. Фонд сначала завершил мечеть Коджатепе в Анкаре, строительство которой было начато в 1967 году, и сдал её в эксплуатацию. С этого года он построил 3817 мечетей по всей Турции и более 100 мечетей и школ в 25 странах мира, организовал 2866 курсов по изучению Корана. Несколько учебных заведений были созданы в Азербайджане, Казахстане, Кыргызстане, Туркменистане, Румынии, Болгарии и Сомали. Фонд присуждает стипендии и, согласно его собственным заявлениям, поддержал в общей сложности 15 000 студентов до 2013/2014 года. Она также управляет студенческими общежитиями и основал свой собственный университет İstanbul 29 Mayıs Üniversitesi.
Турецкий религиозный фонд опубликовал множество работ, в том числе 44-томную энциклопедию ислама. С 1983 года фонд ведёт работу по организации ярмарок турецкой книги и культуры в Анкаре и Стамбуле.
Фонд оказывал помощь различным регионам в случае стихийных бедствий, голода, войн и кризисов, устанавливал палатки для ифтара во время Рамадана и помогал нуждающимся в различных регионах жертвоприношениями во время Курбан-Байрам.